# علي جاكسون
علي جاكسون (بالإنجليزية: Ali Jackson)‏ هو عازف جاز أمريكي، ولد في 3 أبريل 1976.

## وصلات خارجية
- الموقع الرسمي